# Eduardo Barroso
Eduardo Manuel Barroso Garcia da Silva GOM (Lisboa, 26 de Janeiro de 1949) é um médico-cirurgião geral (dedicado à cirurgia hepato-bilio-pancreática), professor universitário, escritor, jornalista e comentador desportivo de futebol português.

## Família
Filho do médico José Jacques da Cunha Garcia da Silva e de sua mulher, engenheira química, Fernanda de Jesus Simões Barroso e irmão mais novo de Mário Barroso e de Maria da Graça Barroso Garcia da Silva, é sobrinho materno de Maria Barroso, sobrinho materno por afinidade de Mário Soares e primo-irmão de João Soares e do Cronista e antigo Deputado e Secretário de Estado Alfredo Barroso.

## Biografia
Frequentou o Externato Lar da Criança, em Lisboa. Ali teve de repetir a quarta classe, juntamente com Marcelo Rebelo de Sousa, de quem ficou amigo para a vida.
É sócio do Sporting desde o nascimento. A sua mãe foi campeã nacional de ginástica, pelo Sporting, aos 40 anos.
Licenciado em Medicina pela Faculdade de Medicina da Universidade de Lisboa, onde foi Assistente entre 1970 e 1972. Entre 1984 e 1985, esteve em Cambridge, Inglaterra, Grã-Bretanha e Irlanda do Norte, como Assistente de Cirurgia Clínica no Hospital de Addenbrooke. Em 2009, tornou-se Membro do Comité Europeu de Cirurgia (Transplante) (FEBS). É Professor Associado Convidado de Cirurgia da Faculdade de Ciências Médicas da Universidade Nova de Lisboa desde 2005.
Foi Médico pessoal do Presidente da República Jorge Sampaio.
Conhecido adepto do Sporting Clube de Portugal, destacou-se na televisão como comentador de futebol dos programas Os Donos da Bola e Jogo Limpo da SIC e, presentemente, do programa Prolongamento da TVI24, do qual se retirou a 12 de Outubro de 2015, em protesto contra o seu novo contraparte do Sport Lisboa e Benfica Pedro Guerra, e colabora semanalmente no "DNA", suplemento do Diário de Notícias.

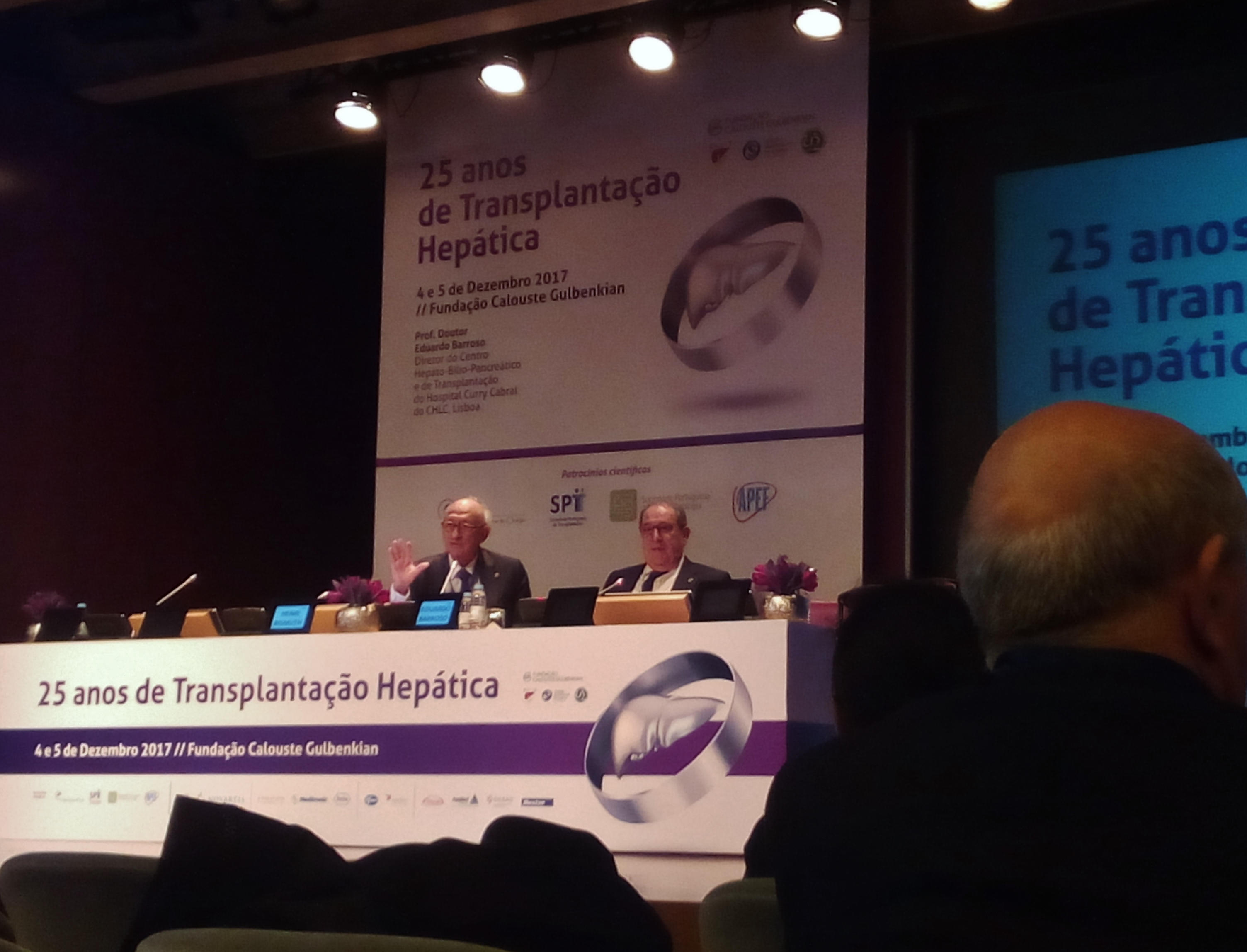
Henri Bismuth e Eduardo Barroso, em 2017

É actualmente o Director do Serviço de Cirurgia Geral e Unidade de Transplantação e do Centro Hepato-Bilio-Pancreático e Transplantação (CHBPT) do Hospital Curry Cabral, referência mundial na área da transplantação hepática, biliar e pancreática, que assinalou, no final de 2009, a realização de mil transplantes hepáticos. Por todo este trabalho desenvolvido em prol da Saúde em Portugal, a então Ministra da Saúde Ana Jorge distinguiu, nessa ocasião, o cirurgião hepático com a Medalha de Ouro do Ministério da Saúde. Em 2009, o Centro que lidera realizou 126 transplantes hepáticos, 250 ressecções hepáticas e 100 ressecções do pâncreas. Em 2010, a equipa já realizou 1120 transplantes de fígado e mais de 2500 transplantes renais (em cooperação com o Hospital da Cruz Vermelha Portuguesa), que colocam a equipa liderada por Eduardo Barroso ao nível das melhores da Europa e do Mundo. A equipa foi anteriormente dirigida por João Rodrigues Pena, atual Diretor-Geral da Autoridade para os Serviços de Sangue e da Transplantação do Ministério da Saúde Português (AAST), mestre de Eduardo Barroso na cirurgia de transplante hepático.
A 6 de Outubro de 2005 foi feito Grande-Oficial da Ordem do Mérito pelo então Presidente da República, Jorge Sampaio e, em 2010, foi homenageado pelo Presidente da República, Aníbal Cavaco Silva.
Foi, ainda, Diretor-Geral da Alta Autoridade para os Serviços de Sangue e Transplantação do Ministério da Saúde Português (AAST), Coordenador da equipa de formação para o relançamento do Programa de Transplantação do Uruguai (2008-2009) e Orientador de Estágios do Institut Hépato-Biliaire Henri Bismuth.
Em 21 de Julho de 2018, sofreu um enfarte do miocárdio, que obrigou a que fosse operado de urgência para fazer um cateterismo, no Hospital de Faro.

### Casamentos e descendência
Casou primeira vez civilmente em 1973 com Helena Maria Pinto da França Salvador (29 de Maio de 1944), casada primeira vez em 1966 e divorciada em 1972 de João [...] de Melo, do qual tem dois filhos gémeos, Pedro Salvador de Melo e Miguel Salvador de Melo (Lisboa, 25 de Setembro de 1966), solteiros e sem geração, filha de Francisco de Jesus Salvador (Peniche, São Pedro, 13 de Dezembro de 1915 - 29 de Maio de 1986) e de sua mulher Carlota Maria da Silveira Pinto da França (Mafra, Mafra, 23 de Setembro de 1919 - Peniche, 3 de Janeiro de 2004), de ascendência Alemã e Italiana, trineta do 1.º Barão de Mondim, depois 1.º Barão de Fonte Nova, 1.º Visconde de Fonte Nova e 1.º Conde de Fonte Nova e sobrinha-trineta da 10.ª Senhora de Mira, da qual se divorciou em 1981 e da qual teve um filho, Francisco Salvador Garcia da Silva (26 de Setembro de 1975).

Actualmente é casado com Maria Manuela Castro com quem teve outro filho: Eduardo Castro Garcia da Silva.

## Livros[2]
Para além duma intensa atividade científica na área do Transplante Hepática e Metástases do Fígado que se tem traduzido, por exemplo, na elaboração de capítulos de livros, em numerosos convites para comunicações orais, na publicação de muitos artigos em revistas nacionais sujeitas a painel de júri e em várias outras publicações, escreveu os seguintes livros: 
- Coragem, Eduardo!. Oficina do Livro. 1999.
- Prazeres. Difel. 2000.
- Confissões de um Sportinguista. Oficina do Livro. 2001.
- Sem Receita. Oficina do Livro. 2004.
- Sobreviver. Matéria Prima, 2018.

## Prémios e Distinções[1]
- Membro de Honra da Associação Francesa de Cirurgia (2007)
- «Honorary Disctinction Award», a «Distinção de Honra», pelos «Excecionais Contributos no campo das doenças hepática e da cirurgia hepática», durante o 19.º Congresso Mundial da Associação Internacional de Cirurgiões, Gastrenterologistas e Oncologistas (IASGO) que decorreu em Beijing (2009)
- Membro da Academia Francesa de Cirurgia (2010)
- Condecoração Professor Doutor Corino Andrade "Cientista" da Associação Portuguesa de Paramiloidose, por altos serviços prestados (2010)
- Convidado de Honra das Jornadas de Cirurgia Hepato-Biliar, que decorreram no Hospital Paul Brousse, em Paris (2010)
- Membro, como Representante Português, do Comité Científico do LiverMetSurvey
- Membro de Pleno Direito da Associação Europeia de Cirurgia

## Condecorações[6]
- Grande-Oficial da Ordem do Mérito de Portugal (6 de Outubro de 2005)